# Aargauische Kantonalbank
L'Aargauische Kantonalbank è una banca cantonale del Canton Argovia.